# Seznam premiérů Nepálu
Toto je seznam ministerských předsedů (nepálsky प्रधानमन्त्री) Nepálu od roku 1799. Mezi lety 1846–1951 byl úřad v rukou dynastie Ránů a králové z dynastie Šáhů byli pouze loutkovými hlavami země. První parlamentní volby proběhly v roce 1959, král Mahéndra ale parlament v roce 1960 rozpustil a v roce 1961 zavedl autokratickou „paňčájatovou demokracii“, která zakazovala politické strany a premiéra vybíral panovník. Od roku 1981 jsou premiéři z řad poslanců jmenováni hlavou státu na základě výsledků voleb.

## Vlivné aristokratické rodiny (1799–1846)
| č. | Portrét                | Jméno                            | Od   | Do   | Panovník                 |
| -- | ---------------------- | -------------------------------- | ---- | ---- | ------------------------ |
| 1. | Dámódar Panré          | Dámódar Panré                    | 1799 | 1804 | Girván Juddha Bikram Šáh |
| –  | Rána Bahádur Šáh       | Rána Bahádur Šáh                 | 1804 | 1806 | Girván Juddha Bikram Šáh |
| 2. | Bhímsén Thápa          | Bhímsén Thápa                    | 1806 | 1837 | Girván Juddha Bikram Šáh |
| 2. | Bhímsén Thápa          | Bhímsén Thápa                    | 1806 | 1837 | Rádžéndra Bikram Šáh     |
| 3. | Rána Džang Panré       | Rána Džang Panré                 | 1837 | 1837 |                          |
| 4. | Rána Náth Paudjal      | Rána Náth Paudjal                | 1837 | 1838 |                          |
| 5. | Puškar Šáh             | Puškar Šáh                       | 1838 | 1839 |                          |
| 3. | Rána Džang Panré       | Rána Džang Panré (podruhé)       | 1839 | 1840 |                          |
| 4. | Rána Náth Paudjal      | Rána Náth Paudjal (podruhé)      | 1840 | 1840 |                          |
| 6. | Fatéh Džang Čhautaríja | Fatéh Džang Čhautaríja           | 1840 | 1843 |                          |
| 7. | Mátvár Sinh Thápa      | Mátvár Sinh Thápa                | 1843 | 1845 |                          |
| 6. | Fatéh Džang Čhautaríja | Fatéh Džang Čhautaríja (podruhé) | 1845 | 1846 |                          |

## Dynastie Ránů (1846–1951)
| č.  | Portrét                          | Jméno                                                | Od            | Do             | Panovník                 |
| --- | -------------------------------- | ---------------------------------------------------- | ------------- | -------------- | ------------------------ |
| 8.  | Džang Bahádur Kunvár Rána        | Džang Bahádur Kunvár Rána                            | 15. září 1846 | 1856           | Rádžéndra Bikram Šáh     |
| 8.  | Džang Bahádur Kunvár Rána        | Džang Bahádur Kunvár Rána                            | 15. září 1846 | 1856           | Suréndra Bikram Šáh      |
| –   | Bam Bahádur Kunvár               | Bam Bahádur Kunvár (během bratrovy zahraniční cesty) | 1856          | 1857           |                          |
| 8.  | Džang Bahádur Kunvár Rána        | Džang Bahádur Kunvár Rána                            | 1857          | 25. února 1877 |                          |
| 9.  | Rána Udíp Sinh                   | Rána Udíp Sinh                                       | 1877          | 1885           |                          |
| 9.  | Rána Udíp Sinh                   | Rána Udíp Sinh                                       | 1877          | 1885           | Prithví Bikram Šáh       |
| 10. | Bír Šamšér Džang Bahádur Rána    | Bír Šamšér Džang Bahádur Rána                        | 1885          | 1901           |                          |
| 11. | Déva Šamšér Džang Bahádur Rána   | Déva Šamšér Džang Bahádur Rána                       | 1901          | 1901           |                          |
| 12. | Čandra Šamšér Džang Bahádur Rána | Čandra Šamšér Džang Bahádur Rána                     | 1901          | 1929           |                          |
| 12. | Čandra Šamšér Džang Bahádur Rána | Čandra Šamšér Džang Bahádur Rána                     | 1901          | 1929           | Tribhuvan Bír Bikram Šáh |
| 13. | Bhíma Šamšér Džang Bahádur Rána  | Bhíma Šamšér Džang Bahádur Rána                      | 1929          | 1932           |                          |
| 14. | Juddha Šamšér Džang Bahádur Rána | Juddha Šamšér Džang Bahádur Rána                     | 1932          | 1945           |                          |
| 15. | Padma Šamšér Džang Bahádur Rána  | Padma Šamšér Džang Bahádur Rána                      | 1945          | 1948           |                          |
| 16. | Móhan Šamšér Džang Bahádur Rána  | Móhan Šamšér Džang Bahádur Rána                      | 1948          | listopad 1951  |                          |

## Přechodné období (1951–1961)
| č.  | Portrét                 | Jméno                             | Od                 | Do                | Politická strana                      | Panovník                 |
| --- | ----------------------- | --------------------------------- | ------------------ | ----------------- | ------------------------------------- | ------------------------ |
| 17. | Matrika Prasád Koirála  | Matrika Prasád Koirála            | 16. listopadu 1951 | 1952              | Nepálský kongres                      | Tribhuvan Bír Bikram Šáh |
| 17. | Matrika Prasád Koirála  | Matrika Prasád Koirála (podruhé)  | 1953               | 1955              | Národní demokratická strana           | Tribhuvan Bír Bikram Šáh |
| 17. | Matrika Prasád Koirála  | Matrika Prasád Koirála (podruhé)  | 1953               | 1955              | Národní demokratická strana           | Mahéndra Bír Bikram Šáh  |
| 18. | Tanka Prasád Áčárja     | Tanka Prasád Áčárja               | 1955               | 1957              | Nepálský národní kongres              |                          |
| 19. | Kunvár Indradžit Sinh   | Kunvár Indradžit Sinh             | 1957               | 1957              | Sjednocená demokratická strana Nepálu |                          |
| 20. |                         | Subarna Šamšér Džang Bahádur Rána | 1958               | 1959              | Nepálský kongres                      |                          |
| 21. | Bišéšvar Prasád Koirála | Bišéšvar Prasád Koirála           | 1959               | 15. prosince 1960 | Nepálský kongres                      |                          |

## Paňčájatová demokracie (1961–1990)
| č.  | Portrét                 | Jméno                                      | Od            | Do             | Panovník                |
| --- | ----------------------- | ------------------------------------------ | ------------- | -------------- | ----------------------- |
| 22. |                         | Tulsí Giri                                 | 1960          | 1963           | Mahéndra Bír Bikram Šáh |
| 23. | Súrja Bahádur Thápa     | Súrja Bahádur Thápa                        | 1963          | 1964           | Mahéndra Bír Bikram Šáh |
| 22. |                         | Tulsí Giri (podruhé)                       | 1964          | 1965           | Mahéndra Bír Bikram Šáh |
| 23. | Súrja Bahádur Thápa     | Súrja Bahádur Thápa (podruhé)              | 1965          | 1969           | Mahéndra Bír Bikram Šáh |
| 24. |                         | Kírtinidhi Bista                           | 1969          | 1970           | Mahéndra Bír Bikram Šáh |
| –   |                         | Géhéndra Bahádur Rádžbhandarí (prozatímní) | 1970          | 1971           | Mahéndra Bír Bikram Šáh |
| 24. |                         | Kírtinidhi Bista (podruhé)                 | 1971          | 1973           | Mahéndra Bír Bikram Šáh |
| 24. | Biréndra Bír Bikram Šáh | Kírtinidhi Bista (podruhé)                 | 1971          | 1973           |                         |
| 25. |                         | Nágéndra Prasád Rizal                      | 1973          | 1975           |                         |
| 22. |                         | Tulsí Giri (potřetí)                       | 1975          | 1977           |                         |
| 24. |                         | Kírtinidhi Bista (potřetí)                 | 1977          | 1979           |                         |
| 23. | Súrja Bahádur Thápa     | Súrja Bahádur Thápa (potřetí)              | 1979          | 1984           |                         |
| 26. |                         | Lókéndra Bahádur Čand                      | 1984          | 1986           |                         |
| 25. |                         | Nágéndra Prasád Rizal (podruhé)            | 1973          | 1975           |                         |
| 27. | Maríčman Sinh Šréštha   | Maríčman Sinh Šréštha                      | 1987          | 1990           |                         |
| 26. |                         | Lókéndra Bahádur Čand (podruhé)            | 6. dubna 1990 | 19. dubna 1990 |                         |

## Konstituční monarchie (1990–2008)
| č.  | Portrét                 | Jméno                             | Od                | Do                 | Politická strana                                           | Panovník                 |
| --- | ----------------------- | --------------------------------- | ----------------- | ------------------ | ---------------------------------------------------------- | ------------------------ |
| 28. | Krišna Prasád Bhattáráj | Krišna Prasád Bhattáráj           | 1990              | 1991               | Nepálský kongres                                           | Biréndra Bír Bikram Šáh  |
| 29. | Giridža Prasád Koirála  | Giridža Prasád Koirála            | 26. května 1991   | 30. listopadu 1994 | Nepálský kongres                                           | Biréndra Bír Bikram Šáh  |
| 30. |                         | Manmóhan Adhikárí                 | 1994              | 1995               | Komunistická strana Nepálu (sjednocení marxisté-leninisté) | Biréndra Bír Bikram Šáh  |
| 31. | Šér Bahádur Deuba       | Šér Bahádur Deuba                 | 12. září 1995     | 12. března 1997    | Nepálský kongres                                           | Biréndra Bír Bikram Šáh  |
| 26. |                         | Lókéndra Bahádur Čand (potřetí)   | 1997              | 1997               | Národní demokratická strana (Čand)                         | Biréndra Bír Bikram Šáh  |
| 23. | Súrja Bahádur Thápa     | Súrja Bahádur Thápa (počtvrté)    | 1997              | 1998               | Národní demokratická strana                                | Biréndra Bír Bikram Šáh  |
| 29. | Giridža Prasád Koirála  | Giridža Prasád Koirála (podruhé)  | 15. dubna 1998    | 31. května 1999    | Nepálský kongres                                           | Biréndra Bír Bikram Šáh  |
| 28. | Krišna Prasád Bhattáráj | Krišna Prasád Bhattáráj (podruhé) | 1999              | 2000               | Nepálský kongres                                           | Biréndra Bír Bikram Šáh  |
| 29. | Giridža Prasád Koirála  | Giridža Prasád Koirála (potřetí)  | 22. března 2000   | 26. července 2001  | Nepálský kongres                                           | Biréndra Bír Bikram Šáh  |
| 29. | Giridža Prasád Koirála  | Giridža Prasád Koirála (potřetí)  | 22. března 2000   | 26. července 2001  | Nepálský kongres                                           | Gjánéndra Bír Bikram Šáh |
| 31. | Šér Bahádur Deuba       | Šér Bahádur Deuba (podruhé)       | 26. července 2001 | 4. října 2002      | Nepálský kongres                                           |                          |
| 26. |                         | Lókéndra Bahádur Čand (počtvrté)  | 2002              | 2003               | Národní demokratická strana                                |                          |
| 23. | Súrja Bahádur Thápa     | Súrja Bahádur Thápa (popáte)      | 2003              | 2003               | Národní demokratická strana                                |                          |
| 31. | Šér Bahádur Deuba       | Šér Bahádur Deuba (potřetí)       | 4. června 2004    | 1. února 2005      | Nepálský kongres (demokratický)                            |                          |
| 29. | Giridža Prasád Koirála  | Giridža Prasád Koirála (počtvrté) | 25. dubna 2006    | –                  | Nepálský kongres (demokratický)                            |                          |

## Republika (od 2008)
| č.  | Portrét                | Jméno                             | Od                | Do                | Politická strana                                           | Prezident                                       |
| --- | ---------------------- | --------------------------------- | ----------------- | ----------------- | ---------------------------------------------------------- | ----------------------------------------------- |
| 29. | Giridža Prasád Koirála | Giridža Prasád Koirála (počtvrté) | –                 | 18. srpna 2008    | Nepálský kongres                                           | Giridža Prasád Koirála (prozatímní hlava státu) |
| 32. | Pušpa Kamal Dahal      | Pušpa Kamal Dahal                 | 18. srpna 2008    | 25. května 2009   | Komunistická strana Nepálu (maoisté)                       | Rám Baran Jádav                                 |
| 33. | Madhav Kumár Nepál     | Madhav Kumár Nepál                | 25. září 2009     | 5. února 2011     | Komunistická strana Nepálu (sjednocení marxisté-leninisté) | Rám Baran Jádav                                 |
| 34. | Džala Nath Khanal      | Džala Nath Khanal                 | 6. února 2011     | 28. srpna 2011    | Komunistická strana Nepálu (sjednocení marxisté-leninisté) | Rám Baran Jádav                                 |
| 35. | Bábúrám Bhattáráj      | Bábúrám Bhattáráj                 | 29. srpna 2011    | 13. března 2013   | Komunistická strana Nepálu (maoisté)                       | Rám Baran Jádav                                 |
| 36. | Khil Rádž Régmi        | Khil Rádž Régmi                   | 14. března 2013   | 11. února 2014    | Nezávislý (předseda nejvyššího soudu)                      | Rám Baran Jádav                                 |
| 37. | Sušil Koirála          | Sušil Koirála                     | 11. února 2014    | 11. října 2015    | Nepálský kongres                                           | Rám Baran Jádav                                 |
| 38. | Khadga Prasád Oli      | Khadga Prasád Oli                 | 11. října 2015    | 4. srpna 2016     | Komunistická strana Nepálu (sjednocení marxisté-leninisté) | Rám Baran Jádav                                 |
| 38. | Khadga Prasád Oli      | Khadga Prasád Oli                 | 11. října 2015    | 4. srpna 2016     | Komunistická strana Nepálu (sjednocení marxisté-leninisté) | Bidhjá Déví Bhandáríová                         |
| 32. | Pušpa Kamal Dahal      | Pušpa Kamal Dahal (podruhé)       | 4. srpna 2016     | 7. června 2017    | Komunistická strana Nepálu (maoisté)                       |                                                 |
| 31. | Šér Bahádur Deuba      | Šér Bahádur Deuba (počtvrté)      | 7. června 2017    | 15. února 2018    | Nepálský kongres                                           |                                                 |
| 38. | Khadga Prasád Oli      | Khadga Prasád Oli (podruhé)       | 15. února 2018    | 13. července 2021 | Komunistická strana Nepálu (sjednocení marxisté-leninisté) |                                                 |
| 31. | Šér Bahádur Deuba      | Šér Bahádur Deuba (popáté)        | 13. července 2021 | 25. prosince 2022 | Nepálský kongres                                           |                                                 |
| 32. | Pušpa Kamal Dahal      | Pušpa Kamal Dahal (potřetí)       | 25. prosince 2022 | 15. července 2024 | Komunistická strana Nepálu (maoisté)                       |                                                 |
| 32. | Pušpa Kamal Dahal      | Pušpa Kamal Dahal (potřetí)       | 25. prosince 2022 | 15. července 2024 | Komunistická strana Nepálu (maoisté)                       | Rám Čandra Poudel                               |
| 38. | Khadga Prasád Oli      | Khadga Prasád Oli (potřetí)       | 15. července 2024 | úřadující         | Komunistická strana Nepálu (sjednocení marxisté-leninisté) |                                                 |